# 高千穗號防護巡洋艦
高千穂号防护巡洋舰（日语：／ takachiho ?）是旧日本海軍最初两艘防护巡洋舰（二等巡洋舰）之一，为浪速级防护巡洋舰（日方称为“浪速型防護巡洋艦”）的2号舰。
高千穂号与其姊妹舰浪速號在甲午战争中作为日本联合舰队的重要战力与清朝北洋舰队作战；随后参加了日军在臺灣的一系列军事行动。在10多年后的日俄战争和第一次世界大战中，已经显得老旧的高千穗号作为辅助力量也参与了日军的作战，最终在青島戰役期间受到德国鱼雷艇袭击而沉没。本舰因此成为了日本海军中第一艘因为受到敌军舰艇攻击而沉没的主要军舰。
本舰的舰名来源于日本神话传说中天孫降臨之地、亦即宮崎縣高千穗峰。

## 设计和概述

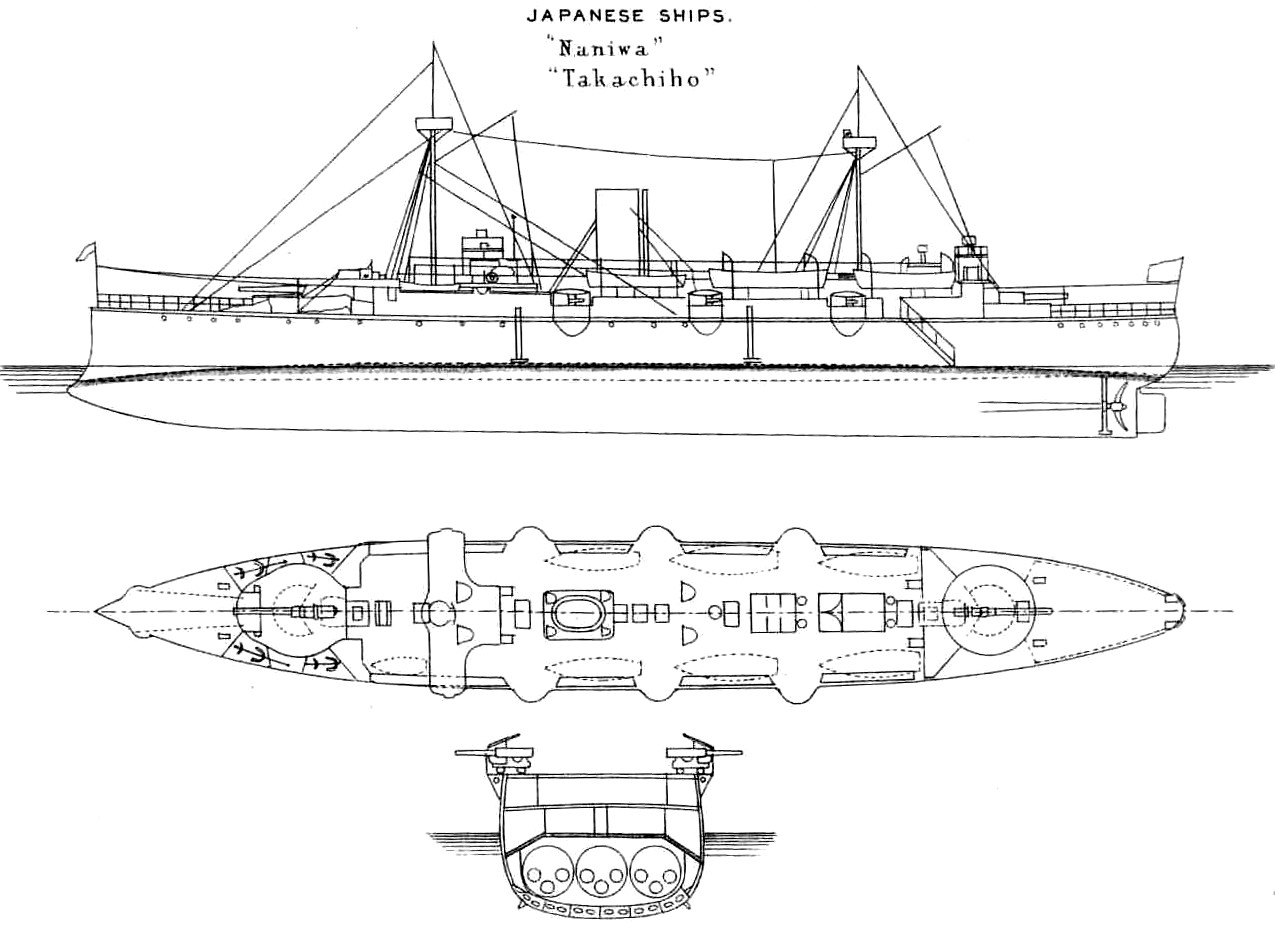
高千穗号姊妹舰浪速号的左视图及顶视图

十九世纪80年代，阿姆斯特朗-惠特沃斯公司自行设计了革命性的埃尔斯维克级巡洋舰，这也是世界上第一款真正的防护巡洋舰。根据这款设计而建造的智利埃丝梅拉达号在世界范围内引起了一阵风潮，日本海军也不例外，同样倾心于这款设计所具有的高航速、装甲防护以及强大的火力，同时价格也相对较低。价格的因素尤为重要，因为此时的日本尚无力添购昂贵的前无畏舰。1883年（明治16年）2月24日，海军卿川村純義海军中将提交的海军扩张八年计划提案，希望从1883年度开始陆续新造“大舰”5艘，预计花费750万日元。经过一番修改，最终敲定于明治16-18年度建造“大舰”3艘。时为日本海军造船负责人的佐双左仲为此接洽英方，商议购买两艘同类军舰。阿姆斯特朗-惠特沃斯公司根据日方的要求修改了设计，1883年财年日方正式下达订单。两舰建成后，时人均认为这两舰为当时世界上最先进、也最强大的巡洋舰。
高千穗号为全钢舰体，采用高干舷平甲板设计，以提高适航性，双桅单烟囱，两舷有高大舷墙掩护。舰身区分为多个隔舱，底部为双层船底。动力系统为两座双汽缸两段膨胀式蒸汽机，由6座圆形锅炉提供动力，驱动两根推进轴，设计航速18節（33每小時）。
本舰建造之初，装备了两门克虏伯35倍径260毫米架退炮，射界240度；弹重275公斤，射程12200米，每门炮备弹100发。两门一前一后分别安装在艏艉的旋转炮台上，采用法式前部敞开式炮罩，装甲厚度1.5英寸（38），后部完全封闭，前部敞开，方便观测、瞄准。副武器则为6门35倍径150毫米火炮，射界130度，每门炮备弹75发，全部安装在主甲板的半圆形耳台上，采用英式后部敞开式炮盾，装甲厚度同样是1.5英寸（38）。轻武器包括6门哈奇开斯6磅速射炮，10门諾典飛爾德一吋砲和4门11毫米10管諾典飛爾德炮。另外主甲板上还安装有14英寸（356）怀特黑德（又译“白头”）鱼雷发射管。同时按照当时的海军惯例，高千穗号还安装有舰艏冲角。甲午战争结束后，日本海军为了统一武器弹药型号，而将本舰上大中口径武器改换为8门6英寸（152）速射炮。
本舰装甲防护比起和泉号要稍为好一些，煤舱环绕着关键区域布置，以提升防护能力。司令塔在前桅之后，横跨两舷的平台上，装甲厚1.5英寸（38）。

## 舰历

### 建成至早期
1884年（明治17年）3月22日，本舰以及姊妹舰开始在阿姆斯特朗-惠特沃斯公司的船厂动工。3月27日，日本方面将正在建造的本舰正式命名为“高千穗”。
1885年（明治18年）5月16日，本舰下水。同年5月26日，日方将本舰及姊妹舰浪速定为二等舰。
1886年（明治19年）4月底，本舰建成，随即返回日本。同年7月3日11:00抵达橫濱港。同年11月29日，明治天皇偕昭憲皇后从橫濱港搭乘姊妹舰浪速，前往橫須賀港；返程时则搭乘本舰从横须贺返回横滨。
1890年（明治23年）3月下旬至4月上旬，日本举行陆海军大演习，高千穗担任明治的御召舰。4月18日，明治从神户港搭乘高千穗，参加观舰式。4月21日，明治搭乘高千穗前往吴港，视察吴镇守府。22日明治参观了江田島市海軍兵學校，23日从当地上船继续搭乘高千穗，4月25日抵达佐世保镇守府。26日高千穗离开佐世保，28日抵达神户，明治离舰。同年8月23日，日本方面将高千穗列入佐世保镇守府籍，归类为“第一种”。
1893年，浪速、高千穗两舰两度前往夏威夷檀香山，以在美籍殖民者发动的夏威夷政变期间保护当地的日本侨民。

### 甲午战争
1894年，中日之间因为朝鲜问题而关系日趋紧张。7月19日，日本向清朝发出最后通牒。同一天日本开始将常备舰队及西海舰队整合为联合舰队；高千穗分派在本队第一小队，序列第三。7月25日，最后通牒期限已过，虽然清朝一方并未回应，但两国已经进入实质性的战争状态，由于日本政府仍未正式发出宣战声明，因此第三国仍未知晓此一事态。
25日02:00，舰队在朝鲜群山海湾临时停泊，坪井航三海军少将率领第一游击队（吉野、秋津洲、浪速三舰）前往侦察。当日第一游击队遭遇北洋舰队数艘舰艇，并取得了压倒性的胜利，重创广乙号、击沉装载着士兵的运输船高升号、俘获从朝鲜返航的操江号，仅有濟遠號负伤逃脱。其后第一游击队在当日至次日陆续与舰队主力会合。高千穗并未直接参加本次战斗，只是担负了一些辅助任务。26日23：30，高千穗以及两艘炮舰赤城、摩耶出发前往牙山一带侦察，同时试图找到之前重创脱离战场、日军未来得及确实击沉的广乙号。28日凌晨高千穗向联合舰队回报称未见异常，而广乙号亦由乘员搁浅后烧毁；同时当天联合舰队司令长官伊東祐亨接报称在附近的釜山航线发现一艘未知身份的蒸汽船，遂下令高千穗前往盘查。当天14：15高千穗返回本队，回报称当天经过的可疑船只其实是一艘从釜山前往仁川的朝鲜运粮蒸汽船。
同年7月30日，高千穗前往伯阶岛附近巡逻。当月31日，浪速、秋津洲前往该处接替高千穗进行警戒，高千穗则返回隔音岛北部的本队泊地。其后数日，联合舰队在泊地为决战做准备：各舰进行加煤以及补充其它补给的作业；同时各舰无论大小，一律将火炮、烟囱等部位改变涂色，从原来的白色修改成灰色；此外还调整了战斗序列。
同年8月9日，联合舰队向威海进发，意图寻找北洋舰队决战。高千穗也参加了是次行动。10日晨，联合舰队大队抵达。第二、第三游击队的二线军舰成单纵阵炮击威海海岸炮台，主队、第一游击队在外海待机。然而北洋舰队主力并不在港内，见诱敌无果，联合舰队退去。
同年9月17日，联合舰队主队及第一游击队在巡逻时，与在大东沟掩护陆军登陆的北洋舰队主力不期而遇。北洋舰队为引开日军注意力，随即离开登陆场与日舰战斗。12：55，第一游击队领舰吉野相距超勇、扬威3000米，开始炮击。后面的高千穗、秋津洲、浪速三舰由于射程不够，一开始是向定远、镇远开火。13:10前后，高千穗右舷后部一间军官舱室中弹，爆炸产生的破片在穹甲上造成3处破洞，同时点燃了堆放在中弹舱室附近的几枚装填有下濑火药的炮弹，燃起大火。此时地板上通向弹药库的开口洞开，火势几乎窜入弹药库。舰上水兵拼死扑救，全舰堪堪幸免于难。13:20，坪井下令第一游击队左转180度，以15节速度从本队外侧通过。由于这一行动，已经遭受重创的超勇得以暂时脱离日舰火力试图自救，然而终因伤势过重而于13:30前后沉没。15:10铁甲舰扶桑一发240毫米炮弹击穿定远舰艏无防护区，引发定远号舰上大火，火势迅速蔓延到艏楼和主甲板处，全部舰艏武器均无法使用。第一游击队趁这一机会逼近定远进行射击。致远号冒险前出掩护定远号；在与第一游击队交火中，致远号多处被击穿，海水大量涌入，右倾30度。致远号向第一游击队发起冲锋，然而在中途爆炸沉没。16:16前后，第一游击队开始追击落单的经远号。16：48-17：03之间，经远号遭受了猛烈的攻击，其中17：03的一发命中使经远左舷水线装甲带拼合处被击中，装甲带破裂，部分脱落，甚至从吉野上就可以看到经远号的钢梁。这一击导致经远大量进水左倾。17：05左右高千穗、秋津洲、浪速三舰赶到，开始加入炮击。17：25经远号左侧大幅度倾斜，右螺旋桨露出水面；17：29向左倾覆沉没。随后第一游击队准备追击已经重创的来远、靖远两舰，不过17：45收到旗舰松岛的信号，遂放弃攻击返回。战斗结束时，高千穗剩余260毫米炮弹178发、150毫米炮弹361发、机关炮弹65947发，弹药依然非常充足。
同年10月24-27日，联合舰队大举出动支援第二军登陆花园口进逼金州。26日驻扎在威海的北洋舰队得到消息称日本军舰在成山头附近出没，丁汝昌遂率领北洋舰队出海搜寻。这一行动为两舰所侦知，伊东于是率领舰队主力前出至长山群岛至海洋岛一带巡弋，以防北洋舰队袭击运输船。
1895年1月上旬，日本陆海军制定了山东登录计划，决定以第三、第四游击队近程掩护运输船队在成山角登陆；陆军开始登陆的同时，本队、第一、第二游击队以及各鱼雷艇队将前往威海卫准备截击北洋舰队。1月19日，各队陆续从大连湾陆续出港，20日护送着第一批运输部队抵达预订的登陆场。1月底至2月初，日军逐步攻陷了威海卫的外围炮台，北洋舰队残存舰艇只能困守于威海卫泊地内。2月7日，伊东祐亨判断两次鱼雷艇袭击后，定远、来远、威远等主要舰艇坐沉，北洋舰队已经军心涣散，于是下令联合舰队总攻。第一游击队4舰跟随在本队后，同编为右军，单纵阵10节航速向威海湾东口前进，主要攻击刘公岛炮台；第二、第三、第四游击队共15艘为左军，目标为日岛炮台。清军炮台还击，但杀伤有限；是此行动高千穗未有受损记录。2月8日21：00，第一游击队到威海湾东口警戒；23：00，4舰派出的舢板到达日岛至南帮间海域，开始破坏港口防材，为日军舰队开路。14-15日，一直苦苦支撑的威海卫清军在人员伤亡惨重、弹药告罄、援军又迟迟不至的情况下，被迫向日军投降。
随着威海卫的陷落，清朝北洋舰队已经全军覆没。日本开始着手进攻臺灣。同年3月10日，日本为攻打台湾而组建的南方派遣舰队开始在佐世保集合，高千穗也参加了是次行动。15日舰队开拨。3月23日06:00，第一游击队到达大山嶼東南的裡正角，09:30浪速首先拱北炮台展开炮击，秋津洲、高千穗随后加入炮击，而守军则以三门炮还击。11:30，本队在距离裡正角西南约2海里处停泊；秋津洲进入裡正角湾向岸上攻击，浪速、高千穗则与本队会合。守军炮台见状开始炮击登陆场，12:30本队联合秋津洲从东面向炮台射击，而浪速、高千穗两舰则从南边炮击，掩护登陆。守军不敌，14：30停止射击。24日06:00，联合陆战队从拱北炮台东南约3000米处开始登陆；06：10拱北炮台开始向登陆日军开炮，浪速、高千穗、严岛三舰于是轰击炮台。06:30，前一天即已登陆的后备步兵第12联队第2大队、以及第1联队第7、8中队攻占拱北炮台。拱北炮台易手后，日舰驶向候角东北海面，07:10高千穗抵达候角外海，攻击圆顶半岛的守军，炮击持续了大约30分钟。夺取马公市后，桥立、浪速、严岛各舰返回裡正角泊地，秋津洲、高千穗两舰仍留在候角湾警戒圆顶半岛的守军。
4月7日晨，舰队司令伊东祐亨率领松岛、高千穗两舰从胜知湾出发，前往接应第四鱼雷艇队及母舰近江丸。两舰经台湾北部航行，10日抵达那霸，得知第四鱼雷艇队及母舰近江丸已经于3日出发。由于伊东身负公务，以及松岛需要修理，两舰停留到13日正午方才出发，经过苏澳、基隆、淡水各地外海，16日返回马公港。
4月25日，因为一直没有收到正式的停战消息，伊东率领松岛、高千穗出发，准备在南中国沿海巡航。途中伊东遇到日本驶来的运输船奈良丸而返回胜知湾。回港后伊东才收到大本营的通报，此时中日已经签订和约。27日，伊东再次率领松岛、高千穗两舰前往厦门。29日13：30伊东收到征清大总督彰仁親王的命令，为了应对三國干涉，南方派遣舰队除了鱼雷艇队以及母舰外，其他舰艇必须全部火速返回佐世保。伊东接报后立即返回胜知湾，30日下午率舰队起航，5月5日返抵佐世保。
《马关条约》签订后，清朝割让台湾等予日本。台湾当地士绅组织义军反对日本占领。为此日本调动军队决心武力占领台湾。同年5月22日，东乡平八郎指挥浪速、高千穗两舰从长崎出发，25日抵达淡水港外进行侦察。侦察结果显示淡水港有清军聚集，于是东乡派高千穗独自前往三貂角附近侦察，浪速则继续在淡水附近侦察。同样是在5月22日，近衛師團7000名士兵分乘14艘运输船从日占旅顺出发，27日在冲绳岛中城湾与驻台总督樺山資紀海军大将搭乘的横滨丸会合。28日日落后日军抵达淡水湾，此时收到东乡的报告称此处登陆不利。桦山当即决定改变方向，从原定位置东南方的三貂角处登陆。29日14:00首批日军开始登陆，至31日登陆完毕。同年6月2日15:00，松岛、千代田、浪速、高千穗4舰于基隆外海集合，而当地清兵未能确定来者身份，故而炮台没有射击。3日08：51-09：13，因看到登陆日军从基隆东方高岭前进，日舰发空炮声援。大约同一时间，高千穗派出的侦察汽艇在八斗庄西北方海面受到锐字军二营的袭击，高千穗于是对该处清军炮击。稍后社寮炮台开炮，10:15仙洞炮台也开始攻击日舰；日舰遂还击，10:50各舰停止炮击，驶向深澳外海。4日12:30常备舰队与攻占了基隆的陆地部队取得联络，开始着手基隆港的扫雷作业；6日17:00扫雷作业结束，日军从此可以直接从基隆港进行运输与补给。
自6月7日起，东乡指挥浪速、高千穗两舰在淡水外海进行牵制。日军攻占台北后，东乡下令两舰的陆战队登陆。在与陆军取得联络后，东乡开始着手扫除港口的水雷及地雷，该项作业一直持续到10日方告结束。

### 十年间战时期
1898年（明治31年）3月21日，日本海军制定了军舰及鱼雷艇类别表，将排水量3500吨以上、7000吨以下者列为二等巡洋舰。根据这一规定，共有9艘军舰划入二等巡洋舰之列，高千穗也在其中。
1900年（明治33年），中国义和团运动兴起，作为八國聯軍行动的一部分，8-10月间高千穗在厦门一带巡逻。
1900-1901年间，日本方面将高千穗舰上的大中口径旧式架退炮统一替换成阿姆斯特朗公司的6英寸（152）速射火炮。

### 日俄战争
1903-1904年间，日本和俄国之间为了争夺在朝鲜的权益而展开了激烈的竞争。此时高千穗因为已经比较老旧，而编列入第二舰队第四战队，战队司令瓜生外吉海军少将。
1904年2月8-9日间，日本海军联合舰队主力对驻扎在旅顺港（俄方称亚瑟港）的俄国太平洋舰队发动攻击，日俄战争爆发。另一方面，瓜生的第4战队旗下各舰已经比较老旧，因此只是护送装载着陆军士兵的运输船。8日早上，瓜生部队与开战前就驻扎在仁川港一个多月、负责监视港内俄舰的日舰千代田会合。瓜生决定由装甲巡洋舰淺間引导，让陆军先行上岸；17：30第四战队进入仁川港内。9日11:40，港内俄军防护巡洋舰瓦良格号和炮舰高丽人号拔锚离港。12:20浅间开始对瓦良格号进行射击，双方开始交战；高千穗因为在队伍末尾，在战斗中采取了自由射击的方式，轮番攻击两艘俄舰。大约20分钟后，两艘俄舰不支被迫撤回港内，后自爆弃舰。高千穗在本次战斗中没有受损记录。
同年8月9日，俄国太平洋舰队司令威廉·维特捷夫特海军中将准备率领旅顺分舰队突围。8月10日晚，驻扎在符拉迪沃斯托克（中文旧称海参崴）的符拉迪沃斯托克分舰队出海前去接应。14日，符拉迪沃斯托克分舰队与日军负责封锁海峡的第2战队遭遇。得到消息通报的第4战队浪速、高千穗两舰从釜山起航前来助战，并接替第2战队攻击已经身负重伤动力几乎全失的装甲巡洋舰留里克号，使得第2战队4艘装甲巡洋舰得以放手追击北逃的另两艘俄舰俄罗斯号和格罗莫鲍伊号。浪速、高千穗两舰击沉了留里克号，并打捞了落水者。
1905年5月27日，俄国第二太平洋舰队司令齐诺维·罗杰斯特文斯基海军中将率领舰队北上时，遭遇联合舰队主力拦截。双方的主力舰很快互相射击，而与此同时，日军轻型舰艇向俄军轻型舰艇也发起了攻击。此役高千穗依然配属于第4战队，序列第二。15:38第四战队转向以右舷对俄国巡洋舰射击，这段时间前后高千穗舵机故障，脱队进行修理。16:50，俄军主力舰为躲避日舰炮火而转向，正好为巡洋舰编队解围。18:20高千穗紧急修理后重返队列。18:30第四战队围攻俄国修理船勘察加号，随后围攻已经重创的苏沃洛夫公爵号。18:50由于夜色渐深第4战队脱离了战斗。当天高千穗中弹2发，舵机故障，烟囱损坏，乘员4人负伤。次日（28日）09:30，第4战队参加了对俄军残存主力舰的最后围攻。17:50，第四战队及第二驱逐队发现逃亡中的迪米特里·顿斯柯伊号，多艘日舰对其展开围攻。迪米特里·顿斯柯伊号虽受重创仍顽强抵抗，29日早上在郁陵岛东南岸一带沉没。

### 后期至结局
1911年（明治44年），高千穗在橫須賀海軍工廠接受改装，改造成为布雷舰。改装过程中将舰上一门152毫米炮拆除以扩大空间，最多可以装载200颗水雷。
1912年（大正元年）8月28日，日本海军修改了舰艇分类，将高千穗划入二等海防舰（7000吨以下）。由于此时本舰已经显得老旧，日本海军将本舰改作海军水雷学校的练习舰。
1914年，日本以英日同盟为理由，加入协约国参加第一次世界大战。日本方面决定由加藤定吉海军中将指挥佐世保第二舰队，负责封锁胶州湾。此时已经成为海防舰的高千穗也作为布雷舰参加行动。同年8月16日，日本海军将高千穗编入第二舰队。由于此前高千穗已经改为预备舰，人员不足，因此日本方面从海防舰满州等舰上抽调人手加以补充。这时候高千穗才在7月刚完成修理，锅炉腐蚀严重，难以达到15节以上的航速。
同年9月6日，高千穗抵达战区，用3天时间搜索胶州湾，切断青岛、上海、芝罘之间的海底电缆。10月17日夜，高千穗正在青岛外海从事任务，主要是为参加封锁的日军驱逐舰提供补充用的鱼雷，因此舰上搭载有大量的鱼雷。当天19:00，风大浪急，德国鱼雷艇S90奉命趁恶劣天气企图突破日本封锁线前往上海。10月18日00：15，S-90发现了“一艘两桅单烟囱巡洋舰”，这正是慢速航行中的高千穗（8-10节）。高千穗当时在第二舰队东南方大公岛外海警戒值班，搭载着驱逐舰补充用鱼雷。因为处于警戒状态，舰上灯火管制，甲板只有几名水兵值班。S-90首轮发射的鱼雷其中一枚命中高千穗中部，发生剧烈爆炸。S-90逼近到300米再发射一枚鱼雷，这次命中高千穗舰艉，从而引爆了舰上的补充用鱼雷；爆炸的火光高达100多米，连20海里外的崂山港也清晰可见。S-90得手后立即撤退，但一块直径1米的碎片击中了S-90舰艉操舵舱，烟囱、转向舵、甲板多处受损。高千穗全舰257人战死，除了之前10人因其他原因离舰以外，舰上只有3人生还。附近的第2水雷战队旗舰利根、炮舰嵯峨前来救援，舰上战死官兵的遗体由改装炮舰朝鲜丸收容后运回佐世保。
同年10月29日，日本海军将高千穗从军舰中除籍，同时从舰艇类别表中删除。

## 历任舰长
下表系根据《日本海軍史》第9、10卷《将官履歷》，以及《官報》进行整理。

### 返航委员长
- 河原要一 海军少佐：1885年9月10日 - 1886年5月28日

### 舰长
- 山崎景則 海军大佐：1886年5月28日 - 1886年7月14日
- 松村正命 海军大佐：1886年7月14日 - 1888年4月26日
- 矶边包义 海军大佐:1888年4月26日 - 1889年4月17日
- 坪井航三 海军大佐：1889年4月17日 - 1890年9月24日
- 山本權兵衛 海军大佐：1890年9月24日 - 1891年6月17日
- 吉島辰寧 海军大佐：1891年6月17日 - 1891年12月14日
- 伊地知弘一 海军大佐：1891年12月14日 - 1892年9月5日
- 千住成貞 海军大佐：1892年9月5日 - 1892年11月7日
- 柴山矢八 海军大佐：1893年4月20日 - 1893年12月20日
- 尾形惟善 海军大佐：1893年12月20日 - 1894年2月26日
- 野村貞海军大佐：1894年2月26日 - 1896年4月1日
- 植村永孚 海军大佐：1896年4月1日 - 1896年11月17日
- 舟木錬太郎 海军大佐：1896年11月17日 - 1898年3月11日
- 早崎源吾 海军大佐：1898年3月11日 - 1898年11月2日
- 中尾雄 海军大佐：1898年11月2日 - 1899年3月22日
- 小田亨 海军大佐：1899年3月22日 - 1900年6月7日
- 武井久成 海军大佐：1900年8月11日 - 1900年10月22日
- 成田勝郎 海军大佐：1902年3月13日 - 1902年5月31日
- 梶川良吉 海军大佐：1902年6月28日 - 1903年7月7日
- 毛利一兵衛 海军大佐：1903年7月7日 - 1905年6月14日
- 西紳六郎 海军大佐：1905年6月14日 - 1905年12月20日
- 東伏見宮依仁親王 海军大佐：1905年12月20日 - 1906年4月7日
- 野間口兼雄 海军大佐：1906年4月7日 - 1906年10月12日
- 外波内藏吉 海军大佐：1906年10月12日 - 1907年7月1日
- 荒川規志 海军大佐：1907年7月1日 - 1908年8月28日
- 今井兼胤 海军大佐：1908年8月28日 - 1908年12月23日
- 中島市太郎 海军大佐：1908年12月23日 - 1909年10月11日
- 广濑顺太郎 海军大佐：1909年10月11日 - 1910年9月26日
- （代理）伏見宮博恭王 海军中佐：1910年9月26日 - 1910年12月1日
- 真田鶴松 海军大佐：不詳 - 1911年12月1日
- 大島正毅 海军大佐：1911年12月1日 - 1912年6月29日
- 下平英太郎 海军大佐：1912年6月29日 - 1912年12月1日
- 武部岸郎 海军大佐：1912年12月1日 - 1913年12月1日
- 冈田三善 海军大佐：1913年12月1日 - 1914年5月29日
- 伊東祐保 海军大佐：1914年5月29日 - 1914年10月18日戰死[87]

## 同级舰
- 浪速號防護巡洋艦